# 中国政协文史馆
中国政协文史馆，位于北京市西城区太平桥大街23号，是全国政协办公厅直属事业单位。

## 简介
2005年3月10日，在全国政协文史和学习委员会主任会议上，主任王蒙提议筹建全国政协文史资料馆，随后报送请示。12月28日，在第十届全国政协第三十次主席会议上，中共中央政治局常委、全国政协主席贾庆林同意开展专题研究。2006年2月27日全国政协文史和学习委员会办公室报送了《关于筹建全国政协文史资料馆的初步方案》，4月17日又报送了《关于筹建中国政协文史资料馆的启动方案》，2007年9月13日全国政协办公厅人事局报送了《关于申请设立中国政协文史馆的请示》，获得全国政协主席贾庆林、副主席王忠禹、秘书长郑万通等的批示。2007年9月30日，全国政协机关党组会议研究了该馆建设及机构设置等。
2008年3月3日、9月26日，中央机构编制委员会办公室、国家发展和改革委员会分别复函全国政协办公厅，同意设中国政协文史馆。2010年4月16日，全国政协机关党组会议决定成立中国政协文史馆筹建办公室，张振山任主任，许水涛任副主任。5月26日，贾庆林、王刚等全国政协领导出席该馆奠基仪式。2011年1月13日，全国政协秘书长办公会决定成立中国政协文史馆筹建工作协调领导小组，组长为全国政协机关党组书记、全国政协副秘书长孙怀山，副组长为全国政协副秘书长卢昌华、全国政协文史和学习委员会驻会副主任卞晋平。
2012年3月3日，全国政协十一届五次会议开幕会在人民大会堂举行，贾庆林主席作的政协全国委员会常务委员会工作报告称，“建成中国政协文史馆并对外开放，使之成为宣传中国共产党领导的多党合作和政治协商制度的重要窗口。”
2012年5月14日，全国政协机关党组会议决定，赵珩任该馆馆长，许水涛任副馆长。6月7日，北京市住房和城乡建设委员会公示中国政协文史馆工程获结构长城杯金奖。6月30日该工程竣工验收。7月16日，全国政协副主席兼秘书长钱运录和全国政协机关领导视察了该馆大楼。全国政协机关事务管理局局长刘小宁向赵珩馆长移交了该馆钥匙。8月23日，该馆“三定”（工作职责、机构设置、人员编制）方案印发。9月21日，贾庆林等领导出席中国政协文史馆揭幕仪式并讲话。
2013年5月30日，中国政协文史馆言恭达艺术研究院成立。
2013年2月22日，中国政协文史馆委员传记中心成立仪式暨首批传主座谈会在北京举行，该中心由中国政协文史馆主办、中国善尔健康集团协办，第一批确定立传的全国政协委员包括戏曲界人物梅葆玖、谭元寿、叶少兰、李世济、蔡正仁等。
全国政协主席俞正声参观中国政协文史馆时指出：“应该做好文史资料电子化的工作，方便人们查阅和利用”。2014年4月，全国政协秘书长办公会议研究了中国政协文史馆报送的文史资料数据库工程建设方案，决定建设“中国政协文史资料数据库”。
中国政协文史馆成立后，各地方政协也纷纷成立文史馆。2016年5月18日至19日，中国政协文史馆在广西南宁召开“发挥政协文史馆在人民政协对外宣传展示暨文史资料工作中的作用”座谈会。这是该馆成立后首次召开全国性的会议，也是政协历史上首次召开涉及文史馆工作的全国性会议。
中国政协文史馆的功能定位从起初的仅为文史资料服务，发展到“建设一个集征集、收藏、研究、展示、利用、交流功能于一体的国家级综合性文史馆”，成为“人民政协光辉历程和重要成就的展示窗口，政协理论、政协文化和文史资料的研究园地，人民政协与社会各界及海内外人士的交流平台。”中国政协文史馆收藏着数亿字的文史资料手稿、图书及字画、照片、音像等。该馆向社会团体、高等院校、国内外重要组织开放，并且经常举办艺术展览。

## 建筑
中国政协文史馆位于大乘胡同东西向段的南侧，武定侯街北侧，坐西朝东，东北是全国政协礼堂。中国政协文史馆总建筑面积23000平方米，风格同毗邻的全国政协办公楼群、全国政协礼堂呼应。一层铜门图案融合了政协会徽的元素。一层大厅中央悬挂巨幅丙烯画《碧波荟萃》，象征着人民政协海纳百川；大厅两侧为汉白玉浮雕《日月光华》，北侧“金乌”代表太阳，南侧“玉兔”代表月亮。浮雕底部是山形和水纹，中间是植物和云纹，整个大厅体现了日月同辉、天人合一的主题。

## 历任领导
| 馆长 - 赵珩（2012年5月14日—2014年） - 沈晓昭（2014年—） | 副馆长 - 许水涛（2012年5月14日—） - 王京平（2015年—） |